# Дискография Hollywood Undead
Дискография американской рэп-рок-группы «Hollywood Undead» включает в себя 8 студийных альбомов, 1 сборник, 1 альбом ремиксов, 4 мини-альбома и 44 цифровых и радиосинглов.
Группа Hollywood Undead была образована в 2005 году, когда Deuce (Арон Эрлихман) и J-Dog (Джорел Деккер) выложили песню «The Kids» в социальную сеть MySpace. Альбом планировалось выпустить в 2007 году, однако из-за проблем с лейблом его релиз был отменён. Дебютный студийный альбом Swan Songs, принёсший группе известность, был выпущен 2 сентября 2008 года. Альбом дебютировал на 22 строчке Billboard 200 с 21 тысячами проданных в первую неделю экземпляров. Альбом в 2009 получил сертификат золотого диска от Американской ассоциации звукозаписывающих компаний. Песня «Undead», титульный сингл с альбома, заняла 10 позицию в Alternative Songs и стала самым узнаваемым хитом группы. Первый CD/DVD — сборник Desperate Measures увидел свет 10 ноября 2009 года, дебютировав на 29 месте в Billboard 200. По итогам 2009 года группа выиграла в номинации «Лучший кранк/рэп-рок коллектив» на награждении премии Rock on Request Awards. Второй студийный альбом под названием American Tragedy вышел 4 апреля 2011 года, дебютировав на 4 месте в Billboard 200 с 67 тысячами проданных в первую неделю экземпляров. Третий студийный альбом группы под названием Notes from the Underground вышел 8 января 2013 года, дебютировав на 2 месте в Billboard 200 с 55 тысячами проданных в первую неделю экземпляров. В 2015 году вышел четвертый альбом Day of the Dead, продажи которого за первую неделю составили 29,787 копий. Уже в 2017 году вышел новый студийный альбом под названием
«Five» без участия Da Kurlzz. В 2020 году вышло сразу 2 новых альбома: New Empire Vol.1 14 февраля и New Empire Vol.2 4 декабря.

## Студийные альбомы
| Год                                                                               | Детали | Максимальная позиция | Максимальная позиция | Максимальная позиция | Максимальная позиция | Максимальная позиция | Максимальная позиция | Максимальная позиция | Продажи          | Сертификация                        |
| Год                                                                               | Детали | US                   | US Alt.              | US Rock              | AUS                  | CAN                  | NLD                  | UK                   | Продажи          | Сертификация                        |
| --------------------------------------------------------------------------------- | --- | -------------------- | -------------------- | -------------------- | -------------------- | -------------------- | -------------------- | -------------------- | ---------------- | ----------------------------------- |
| 2008                                                                              | Swan Songs - Выпущен: 2 сентября 2008 - Лейбл: A&M/Octone, Polydor - Форматы: CD, digital download, LP, PD       | 22                   | —                    | 8                    | —                    | —                    | 90                   | 85                   | - США: 1,000,000 | - RIAA: Платиновый - MC: Платиновый |
| 2011                                                                              | American Tragedy - Выпущен: 5 апреля 2011 - Лейбл: A&M/Octone, Polydor - Форматы: CD, digital download, PD       | 4                    | 2                    | 2                    | —                    | 5                    | —                    | 43                   | - США: 500,000   | - RIAA: Золотой                     |
| 2013                                                                              | Notes from the Underground - Выпущен: 8 января 2013 - Лейбл: A&M/Octone, Polydor - Форматы: CD, digital download | 2                    | 1                    | 1                    | —                    | 1                    | —                    | 99                   | - США: 157,000   |                                     |
| 2015                                                                              | Day of the Dead - Выпущен: 31 марта 2015 - Лейбл: Interscope - Форматы: CD, digital download, LP                 | 18                   | 4                    | 4                    | —                    | 4                    | —                    | 34                   | - США: 538,700   |                                     |
| 2017                                                                              | Five - Выпущен: 27 октября 2017 - Лейбл: BMG - Форматы: CD, digital download, LP                                 | 22                   | 2                    | 3                    | 42                   | 11                   | —                    | 31                   |                  |                                     |
| 2020                                                                              | New Empire, Vol. 1 - Выпущен: 14 февраля 2020 - Лейбл: BMG - Форматы: CD, digital download, LP                   | 125                  | 18                   | 14                   | 28                   | 59                   | 24                   | 7                    |                  |                                     |
| 2020                                                                              | New Empire, Vol. 2 - Выпущен: 4 декабря 2020 - Лейбл: BMG - Форматы: CD, digital download, LP                    | 134                  | 2                    | 3                    | 24                   | 4                    | 34                   | 21                   |                  |                                     |
| 2022                                                                              | Hotel Kalifornia - Выпущен: 12 августа 2022 - Лейбл: BMG - Форматы: CD, digital download, LP                     | —                    | —                    | —                    | —                    | —                    | —                    | —                    |                  |                                     |
| "—" denotes a recording that did not chart or was not released in that territory. | |                      |                      |                      |                      |                      |                      |                      |                  |                                     |

## Сборники и ремиксовые альбомы
| 2009                                      | Desperate Measures - Релиз: 10 ноября 2009 - Лейбл: A&M/Octone - Форматы: CD/DVD, DD | 29 | 10 | 8 | 5  | — |
| 2011                                      | American Tragedy Redux - Релиз: 21 ноября 2011 - Лейбл: A&M/Octone - Форматы: CD, DD | —  | 49 | — | 15 | 9 |
| «—» ставится, если альбом не попал в чарт |                                                                                      |    |    |   |    |   |

## Мини-альбомы
| 2008                                      | Undead/No.5 EP - Релиз: 26 августа 2008 - Лейбл: A&M/Octone - Форматы: CD                              | —   | —  | —  |
| 2009                                      | Swan Songs B-Sides EP - Релиз: 23 июня 2009 - Лейбл: A&M/Octone - Форматы: CD, цифровая дистрибуция    | 124 | 50 | 20 |
| 2010                                      | Swan Songs Rarities EP - Релиз: 20 апреля 2010 - Лейбл: A&M/Octone - Форматы: CD, цифровая дистрибуция | —   | —  | —  |
| 2010                                      | Black Dahlia Remixes - Релиз: 13 сентября 2010 - Лейбл: A&M/Octone - Форматы: цифровая дистрибуция     | —   | —  | —  |
| 2018                                      | Psalms - Релиз: 2 ноября 2018 - Лейбл: - Форматы: цифровая дистрибуция                                 | —   | —  | —  |
| «—» ставится, если альбом не попал в чарт | |     |    |    |

## Синглы
| Год                                       | Сингл                            | Максимальная позиция | Максимальная позиция | Максимальная позиция | Максимальная позиция | Максимальная позиция | Максимальная позиция | Альбом                     |
| Год                                       | Сингл                            | США                  | Alt                  | Main                 | Rock                 | Heat                 | ВЕЛ                  | Альбом                     |
| ----------------------------------------- | -------------------------------- | -------------------- | -------------------- | -------------------- | -------------------- | -------------------- | -------------------- | -------------------------- |
| 2008                                      | «No. 5»                          | —                    | —                    | —                    | —                    | —                    | —                    | Swan Songs                 |
| 2008                                      | «Undead»A                        | 104                  | 12                   | 10                   | —                    | —                    | 145                  | Swan Songs                 |
| 2008                                      | «Christmas In Hollywood»         | —                    | —                    | —                    | —                    | —                    | —                    | Внеальбомный сингл         |
| 2009                                      | «Young»                          | —                    | 34                   | 28                   | —                    | —                    | —                    | Swan Songs                 |
| 2009                                      | «Everywhere I Go»                | —                    | 38                   | —                    | —                    | —                    | —                    | Swan Songs                 |
| 2009                                      | «City»                           | —                    | —                    | —                    | —                    | —                    | —                    | Swan Songs                 |
| 2010                                      | «Black Dahlia»                   | —                    | —                    | —                    | —                    | —                    | —                    | Swan Songs                 |
| 2010                                      | «Hear Me Now»B                   | 101                  | 20                   | 9                    | 23                   | 9                    | —                    | American Tragedy           |
| 2011                                      | «Been to Hell»C                  | 102                  | —                    | 29                   | —                    | 13                   | 91                   | American Tragedy           |
| 2011                                      | «Coming Back Down»               | —                    | —                    | —                    | —                    | —                    | —                    | American Tragedy           |
| 2011                                      | «Comin' in Hot»                  | —                    | —                    | —                    | —                    | —                    | —                    | American Tragedy           |
| 2011                                      | «My Town»                        | —                    | —                    | —                    | —                    | —                    | —                    | American Tragedy           |
| 2011                                      | «Bullet»                         | —                    | —                    | —                    | —                    | —                    | —                    | American Tragedy           |
| 2012                                      | «Levitate»D                      | —                    | —                    | 38                   | 34                   | —                    | —                    | American Tragedy           |
| 2012                                      | «We Are»                         | —                    | —                    | 24                   | 33                   | —                    | —                    | Notes From The Underground |
| 2013                                      | «Dead Bite»                      | —                    | —                    | —                    | 35                   | —                    | —                    | Notes From The Underground |
| 2013                                      | «Another Way Out»                | —                    | —                    | —                    | —                    | —                    | —                    | Notes From The Underground |
| 2013                                      | «Outside»                        | —                    | —                    | —                    | —                    | —                    | —                    | Notes From The Underground |
| 2013                                      | «Dead Bite» (Dead Planets Remix) | —                    | —                    | —                    | —                    | —                    | —                    | Внеальбомный сингл         |
| 2014                                      | «Day Of The Dead»                | —                    | —                    | —                    | 17                   | —                    | 58                   | Day Of The Dead            |
| 2015                                      | «Usual Suspects»                 | —                    | —                    | —                    | —                    | —                    | —                    | Day Of The Dead            |
| 2015                                      | «Gravity»                        | —                    | —                    | —                    | —                    | —                    | —                    | Day Of The Dead            |
| 2015                                      | «How We Roll»                    | —                    | —                    | —                    | —                    | —                    | —                    | Day Of The Dead            |
| 2015                                      | «Live Forever»                   | —                    | —                    | —                    | —                    | —                    | —                    | Day Of The Dead            |
| 2015                                      | «Disease»                        | —                    | —                    | —                    | —                    | —                    | —                    | Day Of The Dead            |
| 2015                                      | «War Child»                      | —                    | —                    | —                    | —                    | —                    | —                    | Day Of The Dead            |
| «—» ставится, если сингл не попал в чарт. |                                  |                      |                      |                      |                      |                      |                      |                            |

- A ↑  «Undead» не попала в чарт Billboard Hot 100, но заняла 4 позицию в чарте Bubbling Under Hot 100 Singles.
- B ↑  «Hear Me Now» не попала в чарт Billboard Hot 100, но заняла 1 позицию в чарте Bubbling Under Hot 100 Singles.
- C ↑  «Been to Hell» не попала в чарт Billboard Hot 100, но заняла 2 позицию в чарте Bubbling Under Hot 100 Singles.
- D ↑  Оригинальная композиция «Levitate» вышла радиосинглом в 2012 году, заняв 34 позицию в чарте Billboard Rock Songs и 38 позицию в чарте Hot Mainstream Rock Tracks. Однако в 2011 году синглами вышли две другие версии песни: «Levitate (Digital Dog Club mix)» (из альбома American Tragedy Redux) и «Levitate (Rock Mix)», которые не попали в чарты.

## Видеоклипы
| Год  | Название                          | Режиссёр                         |
| ---- | --------------------------------- | -------------------------------- |
| 2006 | «No. 5» (version 1)               | Пакс Франшот                     |
| 2008 | «No. 5» (version 2)               | Юнас Окерлунд                    |
| 2008 | «Undead»                          | Юнас Окерлунд                    |
| 2009 | «Young»                           | Кевин Керслейк                   |
| 2009 | «Everywhere I Go»                 | Джордан Террелл и Спенс Николсон |
| 2011 | «Hear Me Now»                     | Юнас Окерлунд                    |
| 2011 | «Been to Hell»                    | Джефф Дженк и Кори Сорья         |
| 2011 | «Comin' in Hot»                   | Кэт Генри и Роберт Корби         |
| 2011 | «Levitate (Digital Dog Club mix)» | Дон Тайлер                       |
| 2012 | «We Are»                          | Шон «Clown» Крейен               |
| 2013 | «My Town»                         | Майкл Брюер                      |
| 2013 | «Dead Bite»                       | Кори Сорья                       |
| 2013 | «Dead Bite (Dead Planets Remix)»  | Unknown                          |
| 2015 | «Day of The Dead»                 | Джордан Террел                   |
| 2015 | «Usual Suspects»                  | Брайан Кокс                      |
| 2015 | «Gravity»                         | Брайан Кокс                      |
| 2017 | «California Dreaming»             | Брайан Кокс                      |
| 2017 | «Whatever It Takes»               | Джордан Террел и Брайан Кокс     |
| 2017 | «Renegade»                        | Джейк Старк                      |
| 2017 | «We Own The Night»                | Эмбер Парк                       |
| 2017 | «Black Cadillac»                  | Брайан Кокс                      |
| 2018 | «Your Life»                       | Брайан Кокс                      |
| 2018 | «Whatever It Takes (Mixtape)»     | Брайан Кокс                      |
| 2018 | «Gotta Let Go»                    | Калеб Маллери                    |
| 2019 | «Riot»                            |                                  |
| 2019 | «Already Dead»                    |                                  |

| Год  | Исполнитель                              | Песня                          | Альбом                                                        |
| ---- | ---------------------------------------- | ------------------------------ | ------------------------------------------------------------- |
| 2009 | Hollywood Undead vs. Daft Punk           | «Everywhere I Funk»            | Мэшап, выпущенный на официальном сайте группы                 |
| 2010 | Kisses for Kings (feat. Johnny 3 Tears)  | «The Only Ones»                | Forget to Remember                                            |
| 2011 | Thought Crime (feat. Hollywood Undead)   | «Le Deux (Smash & Gone Remix)» | Ремикс песни «Le Deux», выпущенный синглом через iTunes Store |
| 2012 | Monsta Squad (feat. J-Dog)               | «Countdown»                    | —                                                             |
| 2015 | Beastie Boys (feat. Hollywood Undead)    | «Intergalactic»                | Мэшап                                                         |
| 2016 | OhYe RabbleRouser (feat. Johnny 3 Tears) | «Freak Nasty»                  | —                                                             |
| 2018 | LOKI (feat. J-Dog)                       | «Chicken Coop»                 | —                                                             |

## Неизданное

### Альбомы
| Год  | Альбом                                             |
| ---- | -------------------------------------------------- |
| 2007 | Hollywood Undead - Релиз: 2007 - Лейбл: A&M/Octone |

### Песни
- «Scene for Dummies»
- «Turn off the Lights» (feat. Jeffree Star)
- «Dead in Ditches»

## Участие в компиляциях
| Год  | Песня             | Альбом                                         |
| ---- | ----------------- | ---------------------------------------------- |
| 2005 | «No.5»            | Myspace Records Vol. 1                         |
| 2008 | «Undead»          | Promo Only: Modern Rock Radio (September 2008) |
| 2008 | «Undead»          | iTunes Essentials — Rock: 2008                 |
| 2009 | «Young»           | Promo Only: Modern Rock Radio (March 2009)     |
| 2009 | «Young»           | Promo Only: Modern Rock Radio (April 2009)     |
| 2009 | «Young»           | iTunes Essentials — Rock: 2009                 |
| 2009 | «Everywhere I Go» | Promo Only: Modern Rock Radio (August 2009)    |
| 2009 | «Everywhere I Go» | Promo Only: Modern Rock Radio (September 2009) |
| 2010 | «Black Dahlia»    | Promo Only: Modern Rock Radio (February 2010)  |
| 2011 | «Hear Me Now»     | iTunes Essentials — Rising Stars: Rock         |
| 2011 | «Been to Hell»    | Promo Only: Modern Rock Radio (June 2011)      |

## Использование песен в культуре и искусстве
| Год  | Песня                      | Название                            |
| ---- | -------------------------- | ----------------------------------- |
| 2009 | «Undead»                   | UFC 2009 Undisputed                 |
| 2009 | «Undead»                   | Madden NFL 09                       |
| 2009 | «Undead»                   | Бросок кобры (трейлер)              |
| 2009 | «Young»                    | Velvet Assassin                     |
| 2011 | «Levitate» (Shift 2 Remix) | Need For Speed: Shift 2 Unleashed   |
| 2011 | «My Town»                  | Street Fighter X Tekken             |
| 2011 | «Undead»                   | Конан-варвар (трейлер)              |
| 2011 | «Glory»                    | Реклама спортивного телеканала ESPN |